# Ломбарделли, Клаудио
Кла́удио Ломбарде́лли (люкс. Claudio Lombardelli) — люксембургский футболист, полузащитник.

## Карьера
Выступал в командах «Шиффланж 95», «Женесс» (Эш), «Рюмеланж», «Унион 05».
Ломбарделли дебютировал 3 июня 2006 в национальной сборной в матче против Португалии (0:3), где он сменил Рене Петерса. В 2015 году завершил карьеру в возрасте 24 лет.